# Abril Montilla
Abril Montilla Parra (Málaga, 3 de octubre de 2000) es una actriz española. Es conocida por interpretar a María Jesús en la serie de TVE La otra mirada y a Alodia en Acacias 38.

## Biografía
Abril es hija de la también actriz María José Parra. Se formó artísticamente en el centro de estudios artísticos Triarte. Después de haber actuado en varias obras teatrales, participó en la serie de televisión andaluza Éramos pocos de Canal Sur, siendo su primera intervención en televisión.
En 2018 alcanzó la popularidad gracias a su participación en la serie de TVE La otra mirada, interpretando a una de las protagonistas, María Jesús Junio Crespo.
En febrero de 2020 se incorporó como personaje principal en la serie diaria de Televisión Española Acacias 38, manteniéndose en ella hasta su final en mayo de 2021. Ese mismo año participó en la miniserie de Netflix Alguien tiene que morir y en la serie 30 monedas, la ficción de Álex de la Iglesia para HBO España.
En julio de 2021 se conoció su incorporación para la segunda temporada de la serie Desaparecidos, emitida en Amazon Prime Video, donde interpreta a Estela.
En 2023 forma parte de Urban. La vida es nuestra interpretando a Tania.

## Filmografía

### Televisión
| Año       | Título                    | Personaje                | Canal                   | Notas         |
| --------- | ------------------------- | ------------------------ | ----------------------- | ------------- |
| 2017      | Éramos pocos              | Nuria                    | Canal Sur               | 13 episodios  |
| 2018-2019 | La otra mirada            | María Jesús Junio Crespo | TVE                     | 21 episodios  |
| 2019      | La peste                  | Extra                    | Movistar+               | 1 episodio    |
| 2020-2021 | Acacias 38                | Doña Alodia de Quiroga   | TVE                     | 267 episodios |
| 2020      | Alguien tiene que morir   | Isabel                   | Netflix                 | 3 episodios   |
| 2020      | 30 Monedas                | Elvira                   | HBO España              | 2 episodios   |
| 2021      | Desaparecidos             | Estela                   | Prime Video y Telecinco | 4 episodios   |
| 2023      | Pollos sin cabeza         | Cristina                 | HBO Max                 | 5 episodios   |
| 2023      | Urban. La vida es nuestra | Tania                    | Prime Vídeo             | 6 episodios   |
| 2025      | Cuando nadie nos ve       | María Yagüe              | HBO Max                 | 7 episodios   |